# Movimento per la Liberazione del Sudan
Il Movimento per la Liberazione del Sudan (MLS)  (in arabo حركة تحرير السودان‎?, Ḥarakat taḥrīr al-Sūdān), è un raggruppamento di vari gruppi ribelli sudanesi - Fur, Zaghawa e Masalit - che combattono contro le milizie Janjawid e le forze governative nel conflitto del Darfur. I Janjawid sono accusati di numerose atrocità nei confronti dei civili sudanesi nella regione del Darfur.
Il gruppo MLS è diviso in fazioni. Il capo della fazione più brutale è Minni Minnawi, alleato con il governo. Altri leader delle fazioni che continuano a combattere il governo comprendono Ahmad Abd al-Shafi Bassey e il fondatore del Movimento, ʿAbd al-Waḥīd Muhammad Nūr, ampiamente sostenuto dalle popolazioni del Darfur. L'accordo di pace firmato dalla fazione di Minnawi non è stato riconosciuto dai darfuriani, specialmente dai Fur, il più grande gruppo etnico del Darfur, che deve proprio a loro il suo nome. Il massiccio dello Jebel Marra è la dimora della tribù dei Fūr e attuale roccaforte dell'MLS, guidato da ʿAbd al-Waḥīd Muhammad Nūr.
Il Movimento per la Liberazione del Sudan ha preso il nome di Fronte di Liberazione del Darfur per un breve periodo di tempo dopo la sua nascita nel febbraio del 2003. Il Fronte di Liberazione del Darfur aveva una posizione secessionista, a differenza dell'MLS il cui unico obiettivo è quello di rovesciare il regime di Khartum, con la creazione di un Sudan unito e democratico.
Il 20 gennaio 2006, il Movimento si è unito al Movimento Giustizia e Uguaglianza (MGU), formando l'Alleanza delle Forze Rivoluzionarie del Sudan Occidentale. L'Alleanza, però, si è sciolta nel maggio dello stesso anno e i due movimenti hanno ripreso a negoziare separatamente.
Il 30 settembre 2007, circa 1.000 ribelli del Movimento hanno fatto irruzione in una base delle forze di pace della AMIS (acronimo dell'[A]frican Union [M]ssion [i]n [S]udan), che è costata la vita ad almeno 12 membri della missione di pace e il ferimento di molte altre. Almeno 50 persone sono state dichiarate disperse e si teme che siano rimaste uccise durante l'irruzione. L'attacco si è verificato subito dopo il tramonto, nella cittadina di Haskanita, a nord del Darfur ed è avvenuta in una fase di crescenti tensioni e violenze tra i ribelli e le forze di pace straniere, accusate, queste ultime, di non essere neutrali e di parteggiare per il governo centrale.